# Secretaris van Brussel
De secretaris van Brussel was een ambt in de stedelijke kanselarij van Brussel tijdens het ancien régime. De functie was te onderscheiden van die van pensionaris en griffier. De secretarie stond in dienst van de stadsmagistraat.
Vanaf 1335 begonnen de Brusselse secretarissen stukken te ondertekenen. Vermoedelijk in 1424 werd de bezetting van de secretarie verhoogd van drie naar vier leden. In dat jaar trad Petrus de Thimo aan als pensionaris.
De lijst van secretarissen en hun organisatie en werkwijze is beschreven door Anne-Marie Bonenfant-Feytmans. Onder de bekendere figuren is Cornelis van Aerssen.